# Saint-Guiraud
Saint-Guiraud (okzitanisch: Sent Guiraud) ist ein südfranzösischer Ort und eine Gemeinde mit 273 Einwohnern (Stand: 1. Januar 2022) im Département Hérault in der Region Okzitanien. Die Gemeinde gehört zum Arrondissement Lodève und zum Kanton Gignac. Die Einwohner werden Saint-Guiraudiens genannt.
Berühmtester Sohn der Stadt ist der Jurist und Paläontologe Édouard Armand Lartet.

## Lage
Saint-Guiraud liegt etwa 41 Kilometer nordnordöstlich von Béziers und etwa 34 Kilometer westnordwestlich von Montpellier. Umgeben wird Saint-Guiraud von den Nachbargemeinden Saint-Jean-de-la-Blaquière im Norden und Nordwesten, Saint-Saturnin-de-Lucian im Norden und Nordosten, Jonquières im Osten, Saint-Félix-de-Lodez im Süden und Südosten, Ceyras im Süden sowie Le Bosc im Westen.

## Bevölkerungsentwicklung
| Jahr                       | 1962 | 1968 | 1975 | 1982 | 1990 | 1999 | 2006 | 2017 |
| Einwohner                  | 120  | 126  | 110  | 128  | 171  | 184  | 223  | 221  |
| Quellen: Cassini und INSEE |      |      |      |      |      |      |      |      |